# Призраки (роман)
«Призраки» (англ. Haunted) — роман североамериканского автора Чака Паланика, изданный в 2005 году.

## Структура романа
Роман имеет множество ретроспектив (всего 23), каждой из которых предшествует так называемый «стих», отражающий мировоззрение определённого персонажа. Каждая ретроспектива посвящена отдельному персонажу. Периодически основная сюжетная линия сменяется ретроспективами, которые обычно ведутся от лица героев. Несмотря на повествование от первого лица, в романе нет главного персонажа. Рассказчиком является некое безличное «мы» всех персонажей.

## Сюжет
Роман рассказывает о группе из 17 человек, которая приняла заманчивое предложение на три месяца отрешиться от мирской суеты и создать шедевры, а попала в ад!
Согласно инструкции, полученной из объявления, участники встречаются в одном из кафе в штате Орегон. Там они знакомятся с организатором мистером Уиттером, который рассказывает, что следующим утром их заберет специальный автобус. С собой можно брать только один чемодан с самым необходимым на личное усмотрение каждого участника.
На следующий день 17 участников, мистер Уиттер и его помощница г-жа Кларк прибывают в заброшенный полуразрушенный готический театр. Уиттер блокирует все выходы из театра, приказывая каждому участнику написать один рассказ, как ключ к выходу из театра. Для проживания выполнены все условия: достаточный запас еды и воды, наличие электроэнергии, водопровода, спален, ванных комнат, стиральной и сушильной машины.
Герои живут в безопасности. Но это только на первый взгляд. Участники группы (не включая Уиттера и Кларк), в конечном счете охваченные паникой и депрессией, решают написать каждый свою историю страданий внутри театра, а затем продать рассказы как сценарий фильмов и прославиться.
Для полноты эффекта каждый решает потихоньку уничтожить все продукты питания, повредить провода и трубопроводы. Каждый из героев считает, что это его собственная идея и что только он совершает такие поступки. На самом деле этой мыслью прониклись все герои романа, но поскольку никому неизвестно о планах других, то все вместе они разрушают театр.
Формат книги уникален. Каждая глава состоит из трех разделов: история героев внутри театра (то, что они считают своим рассказом), стихи о каждом герое и истории героев их «прежней» жизни.

## Персонажи, стихи о них и их рассказы
Каждая глава романа представляет собой описание текущих событий в заброшенном театре, где заперты персонажи. Глава завершается стихотворением о персонаже и рассказом этого персонажа о своём прошлом, кроме повторных рассказов миссис Кларк.
| Персонаж                            | Стихотворение               | Рассказ              |
| ----------------------------------- | --------------------------- | -------------------- |
| Святой Без-Кишок                    | Достопримечательности       | Кишки                |
| Мать-Природа                        | Под прикрытием              | Дела ножные          |
| Мисс Америка                        | Усовершенствование продукта | Гримёрка             |
| Леди Бомж (Эвелин Кейс)             | Врачебный консилиум         | По трущобам          |
| Граф Клеветник                      | Коммерческая тайна          | Лебединая песня      |
| мистер Уиттиер                      |                             |                      |
| Эрозия                              | Собачий век                 |                      |
| Доказательство                      | Старомодный подход          |                      |
| Герцог Вандальский (Терри Флетчер)  | По найму                    | Честолюбивые замыслы |
| миссис Кларк                        | Глядя в прошлое             | На завершающем этапе |
| миссис Кларк                        | Глядя в прошлое             | Ящик с кошмарами     |
| миссис Кларк                        | Глядя в прошлое             | Пропавший ребёнок    |
| миссис Кларк                        | Глядя в прошлое             | Кассандра            |
| Директриса Отказ                    | Должностные обязанности     | Исход                |
| Преподобный Безбожник               | Вавилонское столпотворение  | Пришибленные         |
| Хваткий Сват                        | Консультант                 | Ритуал               |
| Сестра Виджиланте                   | Под присягой                | Гражданские сумерки  |
| Повар Убийца (Ричард Талбот)        | Запасной вариант            | Верность марке       |
| Товарищ Злыдня                      | Начеку                      | Выскажи свои обиды   |
| Агент Краснобай (Юджин Дентон)      | Отпуск по-американски       | Калека               |
| Недостающее Звено                   | Эволюция                    | Диссертация          |
| Графиня Предвидящая (Клер Аптон)    | Близорукие                  | Всему есть предел    |
| Обмороженная Баронесса (мисс Лерой) | Отпущение грехов            | Кипящие ключи        |
| Мисс Апчхи (Лиза Нунан)             | На все случаи жизни         | Злые духи            |

## Критика и отзывы
Роман «Призраки» получил смешанные и положительные оценки рецензентов и газетных изданий. Все критики в основном отмечали гротескность романа и его героев и оригинальный художественный стиль, который использовал Чак Паланик в написании романа и темы, которые затрагивали герои в своих «исповедях». Также критики проводили параллели «Призраков» с другим произведением Паланика «Бойцовский клуб». Так, например, Кристофер Прист в своей рецензии назвал роман «Призраки» самым оригинальным романом 2005 года, положительно отметив провокационный стиль Паланика, образы героев и их истории, особенно истории «Кишки» и «Коробка с кошмарами». Также рецензент проводит параллели с произведением Эдгара Аллана По «Маска Красной смерти» и сравнивает ситуацию, в которой оказались герои романа с фабулой любого современного реалити-шоу.
Роман получил отрицательный отзыв от обозревателя The New York Times Тома Шона, который отметил, что, несмотря на то, что его называют романом ужасов, он «…упрямо не страшен».
Шон также указал на повторяющуюся природу многих историй в романе, отметив, что каждая отдельная история, независимо от того, какой персонаж рассказывал, использовала характерный стиль Паланика.
Таша Робинсон из The A.V. Club рассмотрела роман вскоре после его выхода, дав ему положительный отзыв, заявив «…Паланик так же уникален и красочен, как и прежде, с его пристрастием к странным фактоидам и странным поворотам. Но ничто из этого не облегчает случайную смерть, нелепое поведение […] Как и его персонажи, Паланик иногда, кажется, действует, предполагая, что он никогда не может опускаться слишком низко или слишком тошнотворно. Вот надеюсь, что он не прав, ради всех».